# 28248 Barthélémy
28248 Barthélémy è un asteroide della fascia principale. Scoperto nel 1999, presenta un'orbita caratterizzata da un semiasse maggiore pari a 2,5957740 au e da un'eccentricità di 0,2119743, inclinata di 2,48764° rispetto all'eclittica.
L'asteroide era stato inizialmente battezzato 28248 Barthelemy per poi essere corretto nella denominazione attuale.
L'asteroide è dedicato al giornalista francese Pierre Barthélémy.